# Rio Barreiros (vattendrag i Brasilien, Mato Grosso do Sul)
Rio Barreiros är ett vattendrag i Brasilien.   Det ligger i delstaten Mato Grosso do Sul, i den södra delen av landet, 500 km sydväst om huvudstaden Brasília.
Omgivningarna runt Rio Barreiros är en mosaik av jordbruksmark och naturlig växtlighet. Runt Rio Barreiros är det mycket glesbefolkat, med 4 invånare per kvadratkilometer.